# Отлица
Отлица (словен. Otlica) је насеље у општини Ајдовшчина, покрајини Приморска која припада Горишкој регији Републике Словеније.

## Географија
Раштркано насеље се налази у ободу Трнавског Гозда над северозападним рубом Випавске долине, на путу Предмеја—Цол површине 12,17 км² на наморској висини од 817,8 метара. Састоји се од заселака Кина, Сибир, Церковна Вас и Курја Вас.

## Историја
До територијалне реоганизације у Словенији налазила се у саставу старе општине Ајдовшчина.

## Становништво
На поипису становништва 2011. године Отлица је имала 306. становника.
| Број становника по пописима | Број становника по пописима | Број становника по пописима |
| --------------------------- | --------------------------- | --------------------------- |
| 1991                        | 2002                        | 2011                        |
| 325                         | 319                         | 306                         |